# Isodon ramosissimus
Isodon ramosissimus là một loài thực vật có hoa trong họ Hoa môi. Loài này được (Hook.f.) Codd mô tả khoa học đầu tiên năm 1968.